# Этнополитология
Этнополитоло́гия — дисциплина, изучающая политическую обусловленность этнических явлений и процессов.

## Основные категории и проблемы этнополитологии
Одними из основных категорий этнополитологии являются этнос и этничность. Основные проблемы этнополитологии формируют вопросы о власти, о стремлении этнических элит к ней, о роли элит в мобилизации.

## Этнополитология и смежные дисциплины

### Этнополитология и этносоциология
Если этносоциология изучает социальную структуру этносов, социальный статус этнических групп, определяющий специфику их интересов и поведения, социально значимые явления в этнической культуре, социальную мобильность этнических групп, то этнополитология исследует эти же процессы под другим углом зрения — как на них воздействуют политические феномены, и прежде всего государство.

### Этнополитология и этнопсихология
В центре внимания этнопсихологии находятся характеристики психики людей, обусловленные их этнической принадлежностью, этнические стереотипы, особенности того, что называют «базовой этнической личностью», и др. Всё это, несомненно, интересует и этнополитологию, но главное здесь в том, чтобы выяснить влияние психологических факторов на политическую жизнь общества в целом, взаимоотношения представителей различных этнических групп по поводу политической власти и её институтов, на специфику их политического поведения и степень их вовлёченности или исключённости из политического процесса.

### Этнополитология и этнодемография
Этнодемография изучает особенности воспроизводства этносов — рождаемость, смертность, брачность (наличие или отсутствие межэтнических браков), особенности отношений между полами и поколениями, обусловленные этнической принадлежностью, и др. Этнополитология рассматривает эти же явления, но сквозь призму воздействия на них политических институтов и процессов.